# Gerd Leonhard

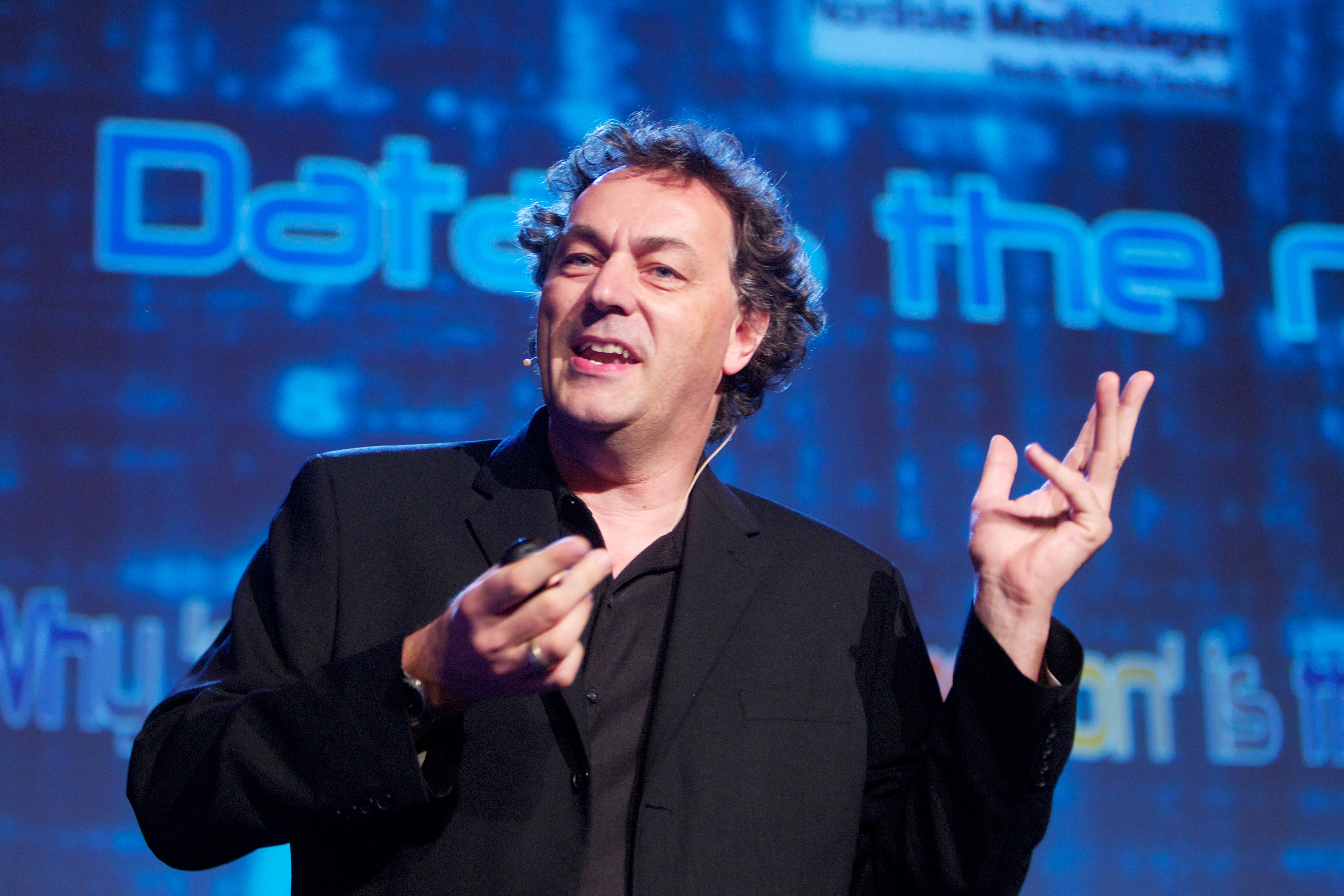
Gerd Leonhard, 2011

Gerd Leonhard (n. en 1961) es un autoproclamado futurista, bloguero, digerati, escritor, conferenciante y consejero. Ha pasado más de veinticinco años en la tecnología y las industrias del entretenimiento, tanto en los Estados Unidos como en Europa y recientemente en Asia. Gerd escribe sobre los cambios en el "contenido" y las compañías de medios de comunicación como las consecuencias de las nuevas tecnologías y la convergencia.

## Biografía

### Primeros años
Gerd Leonhard nació en 1961 en Bonn, Alemania. Estudió en el gymnasium en las afueras de Bonn y más tarde estudió teología luterana en la Universidad de Bonn, al tiempo que cultivó una vida alternativa como músico de rock, activista del Partido Verde y compositor. En 1982, Gerd se mudó a San Francisco para sumergirse en la escena musical local, y terminó por asistir a Berklee Boston College of Music después de recibir el Premio y Beca Quincy Jones en 1985. Después de graduarse en 1987, Gerd regresó a California y continuó su carrera como músico profesional, arreglista y compositor. De 1987 a 1999 Gerd grabó en los Estados Unidos y en Europa.

### La era punto com
Gerd experimentó la explosión de la burbuja punto com como fundador, presidente y CEO de LicenseMusic.com, Inc. en San Francisco. LicenseMusic trataba de facilitar el proceso de licencias de música en B2B. Leonhard se describe como un futurista de la música y de los medios de comunicación.

### Orador motivacional
Gerd Leonhard es un orador motivacional. Sus presentaciones se refieren a asuntos tales como la aparición del usuario-creador, la economía de la atención en los medios, la llamada "sabiduría de las masas" y el aumento del contenido generado por los usuarios, la sindicación de contenidos y comercialización digital, nuevos modelos de negocio para los contenidos digitales, la cultura de la participación en los medios de comunicación, derechos de autor frente a los derechos de uso, y las consecuencias de la transformación de los medios de comunicación en medios personales.

#### El escritor
En 2005, Gerd Leonhard escribió el libro El Futuro de la Música con David Kusek. El Futuro De La Música se ha convertido en un best seller en todo el mundo, y ahora está disponible en japonés, italiano, alemán e inglés. segundo libro de Gerd el fin del control se publicó en 2007.
Gerd Leonhard mantiene un blog y recientemente ha creado su propio canal de You tube.
En 2008, Gerd Leonhard comenzó regalando su libro Music 2.0. Es un libro electrónico con licencia Creative Commons que se puede descargar gratis. Se trata de una colección de sus mejores ensayos de 2003-2008 en la industria de la música futuro, una continuación del trabajo que presentó en El futuro de la revolución de la música en 2005.

#### El empresario
Gerd Leonhard es un emprendedor con un enfoque en música digital y los medios de comunicación. Actualmente se desempeña como Cofundador y CEO de SONIFIC, una empresa financiada en San Francisco, que incluye widgets de música y aplicaciones para los blogs, redes sociales y comunidades en línea. Sin embargo, el sitio fue cerrado a finales de abril de 2008, después de haber sido incapaz de negociar las licencias con los mayores sellos discográficos. Gerd anunció el cierre en un post en su blog que describía a la industria musical como "certificadamente disfuncional" y se quejó de que las empresas que han logrado negociar con los principales sellos discográficos (como SpiralFrog, imeem y Last.fm) han tenido que pagar grandes cuantías por adelantado, aceptar tasas de uso poco realistas y se adhieren a restricciones absurdas.
Gerd Leonhard también trabaja como miembro del consejo asesor en algunas nuevas empresas y emprendimientos de la industria del entretenimiento y de la tecnología, y ocupa una posición de asesoramiento en grandes empresas del sector de comunicación.

## Trabajos publicados

### Ensayos
- Culture of Participation (septiembre de 2005)

- Music Like Water Archivado el 19 de diciembre de 2009 en Wayback Machine. (julio de 2005)

- Music Like Water – the inevitable music ecosystem (enero de 2005)

### Libros
- The Future of Music enero de 2005 (coescrito con Dave Kusek).

- Music 2.0 - Ensayos de Gerd Leonhard